# ルノー1世 (ブルゴーニュ伯)
ルノー1世（フランス語：Renaud Ier, 986年 - 1057年）は、ブルゴーニュ伯（在位：1026年 - 1057年）。ブルゴーニュ伯オット＝ギヨームとエルマントルド・ド・ルシーの息子。

## 生涯
1016年、ルノー1世はアデライード・ド・ノルマンディーと結婚した。1026年に父オット＝ギヨームが死去し、ルノーが伯位を継承した。1057年にルノーは死去し、息子ギヨーム1世が伯位を継承した。
ルノーとアデライードとの間に以下の子女が生まれた。
- ギヨーム1世（1020年 - 1087年） - ブルゴーニュ伯
- ギー（1025年頃 - 1069年）[2] - ノルマンディー公位とブルゴーニュ伯位を請求し、失敗した。
- ユーグ（1037年頃 - 1086年頃） - ロン＝ル＝ソーニエ領主、モンモロ家の祖
- フルク